# Candela (Coahuila)
Candela es una población del estado mexicano de Coahuila, localizado en la zona este del estado. Es cabecera del municipio de Candela.

## Historia
Los orígenes de Candela se remontan al año de 1690 cuando el general Alonso de León, gobernador de la provincia de Coahuila, fundó la misión de San Bernardino de la Candela, poblándola con indígenas tlaxcaltecas y de otros grupos étnicos; sin embargo, esta población fue abandonada apenas cinco años después, en 1695, debido a lo agreste del territorio y los ataques de los indígenas no sometidos al gobierno español.
Casi un siglo después, en 1774, el gobernador Jacobo Ogarte y Loyola ordenó a Joaquín Sánchez Navarro que repoblara la zona con cuarenta y cuatro familias españolas. El nuevo asentamiento localizado en las cercanías de San Bernardino recibió el nombre de San Carlos de la Candela y esta vez sí logró consolidarse; posterior a la independencia de México y el establecimiento del estado de Coahuila, fue constituida en cabecera municipal.
En el año de 1890 el Congreso de Coahuila le dio el rango de ciudad con el nombre de Ciudad Romero Rubio, en honor de Manuel Romero Rubio, Secretario de Gobernación y suegro de Porfirio Díaz; tras el triunfo de la Revolución Mexicana en 1921 recuperó su antiguo nombre, quedando a partir de entonces tanto la localidad como el municipio con el nombre de Candela.
El 25 de septiembre de 2015 la Secretaría de Turismo anunció su nombramiento como Pueblo Mágico.

## Localización y demografía
Candela se encuentra localizado en la zona este del estado de Coahuila, cerca a sus límites con Nuevo León; sus coordenadas geográficas son 26°50′25″N 100°39′50″O / 26.84028, -100.66389 y su altitud es de 422 metros sobre el nivel del mar. Se encuentra a unos 75 kilómetros al este de la ciudad de Monclova, con la que se comunica a través de la Carretera Federal 30, la cual es su principal vía de comunicación; esta misma carrera continuando hacia el este se une a la Carretera estatal 1 de Nuevo León.
De acuerdo al Censo de Población y Vivienda de 2010 realizado por el Instituto Nacional de Estadística y Geografía, la población total de Candela es de 1 492 habitantes, de los que 755 son hombres y 737 son mujeres.